# Korkiahället
Korkiahället är en ö i Finland. Den ligger i Finska viken och i kommunen Lovisa i den ekonomiska regionen  Lovisa i landskapet Nyland, i den södra delen av landet. Ön ligger omkring 88 kilometer öster om Helsingfors.
Öns area är 1 hektar och dess största längd är 130 meter i sydöst-nordvästlig riktning. Närmaste större samhälle är Pyttis, 19,4 km norr om Korkiahället.